# Downset. (album)
downset. è l'album di debutto dell'omonimo gruppo rap metal statunitense.
Il testo del brano Anger è incentrato sulla morte del padre di Rey Oropeza, che fu ucciso durante uno scontro a fuoco con gli L.A.P.D..

## Tracce
1. Anger – 4:12
2. Ritual – 3:34
3. Take 'Em Out – 2:34
4. Prostitutionalized – 3:13
5. Downset – 3:02
6. My American Prayer – 5:26
7. Holding Hands – 3:16
8. About to Blast – 2:56
9. Breed the Killer – 2:51
10. Dying of Thirst – 3:22

## Formazione
- Rey Oropeza - voce
- Rogelio Lozano - chitarra
- Ares Schwager - chitarra
- James Morris - basso
- Chris Lee - batteria